# Fitoplàncton

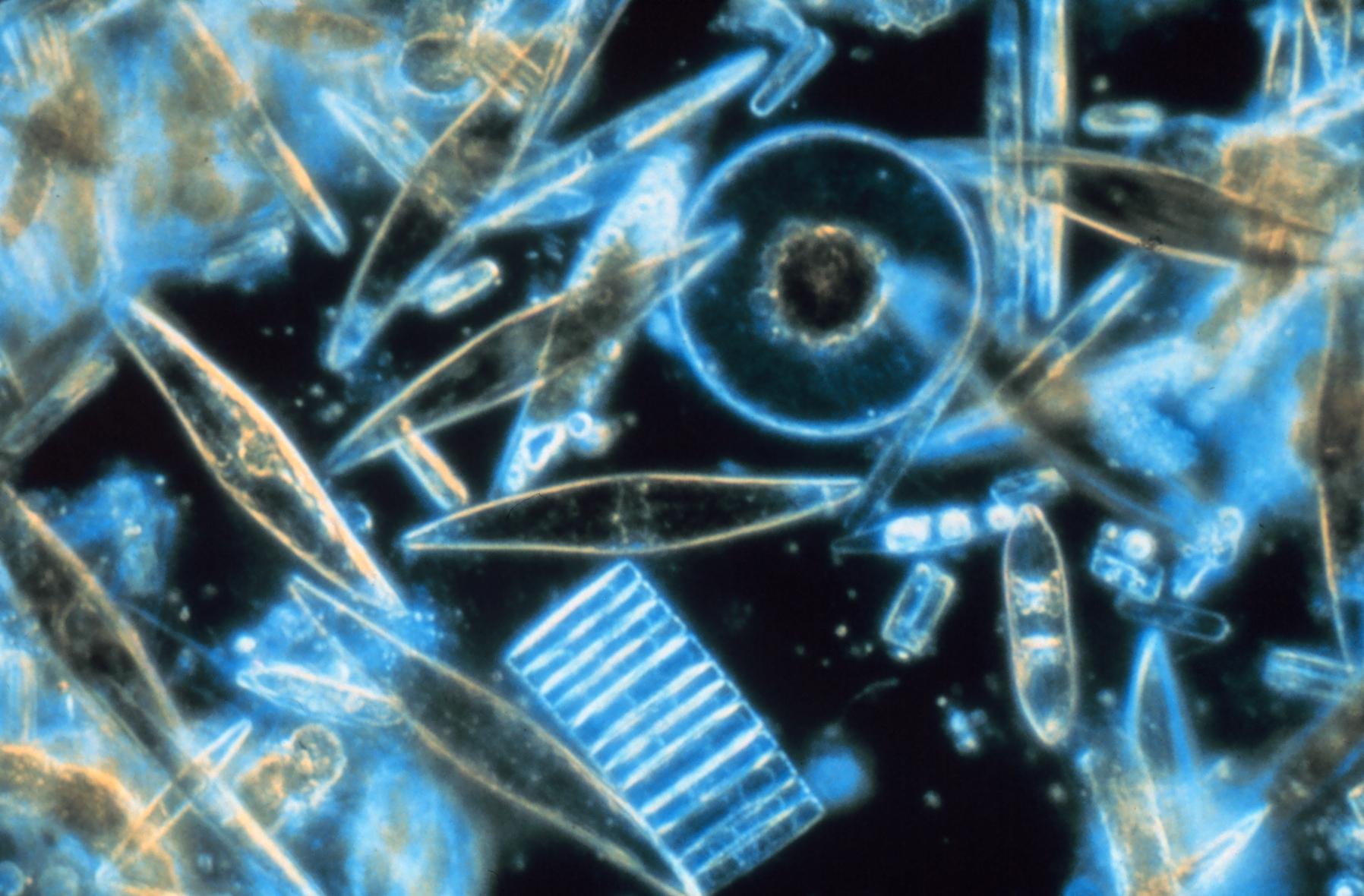
Diatomees vistes amb un microscopi

El fitoplàncton és el component autòtrof del plàncton. El nom prové de la paraula grega phyton, o 'planta', i πλαγκτος (planktos), que significa 'vagabund'. La majoria dels fitoplànctons són massa petits per ser vistos individualment a ull nu. Tanmateix, quan n'hi ha molts, poden aparèixer com una descoloració verda de l'aigua a causa de la presència de clorofil·la a les seves cèl·lules.
El fitoplàncton depén, fonamentalment, dels elements nutritius i la llum. Per això, la més gran densitat de fitoplàncton es troba sobretot als cinquanta metres immediatament inferiors a la superfície de cos d'aigua. En la composició del fitoplàncton predominen els petits flagel·lats, dinoflagel·lats, diatomees, esquizofícies i feofícies.

## Importància ecològica del fitoplàncton
El fitoplàncton és la base de la cadena alimentària dels ecosistemes aquàtics, ja que serveix d'aliment a organismes majors; és a dir, realitza la part principal de la producció primària en els ambients marins. Però, a més d'això, el fitoplàncton és el responsable original de la presència d'oxigen (O₂) en l'atmosfera (en produeix entre el 50% i el 90%). La fotosíntesi oxigènica va aparèixer evolutivament amb els cianobacteris, "avantpassats" de les algues eucariotes (vegeu teoria endosimbiòntica). Durant gairebé 2.000 milions d'anys, fins al desenvolupament de les plantes terrestres, la fotosíntesi va estar pràcticament restringida als mars. La major part de la producció primària fotosintètica dels mars, llavors com ara, és atribuïble al fitoplàncton, amb una part menor deguda a organismes bentònics.

## Proliferació o "bloom"
Proliferació de fitoplàncton a les costes argentines: el fitoplàncton també pot provocar problemes ecològics quan es desenvolupa massa: en una situació d'excés de nutrients i de temperatura favorable, aquests organismes poden multiplicar-se ràpidament formant el que se sol anomenar proliferació (o "bloom", la paraula anglesa més usada). En aquesta situació, l'aigua es torna de color verdós, però ràpidament (1-2 dies, depenent de la temperatura) es torna marró, quan el plàncton esgota els nutrients i comença a morir. A aquesta altura, la descomposició més o menys ràpida dels organismes morts pot dur a l'esgotament de l'oxigen de l'aigua i, com a conseqüència, a la intensa mort de peixos i altres organismes. Aquesta situació pot ser natural -en el cas d'un aflorament intens-, però pot també ser deguda a una situació de contaminació causada pel dipòsit en l'excés de nutrients en l'aigua. En aquest cas, es diu que la massa d'aigua es troba eutrofitzada. En l'aigua dolça, quan aquesta situació es torna crònica, l'aigua pot romandre coberta d'una capa de cianobacteris.
Proliferació a La Jolla, Califòrnia: en les proliferacions naturals, el problema cessa quan els nutrients s'exhaureixen o la temperatura s'allunya dels nivells òptims. Altre cas de proliferació perjudicial és el cas de les marees roges, en què l'aigua del mar es torna d'una coloració marró vermellosa, causada pel desenvolupament d'organismes que alliberen toxines en l'aigua, normalment "algues marrons" microscòpiques del grup dels dinoflagel·lats. Aquest fenomen, les causes del qual encara no es coneixen, ha estat responsable de la disminució de la producció en l'aqüicultura marina.